# 7239 Мобберлі
7239 Мобберлі (7239 Mobberley) — астероїд головного поясу, відкритий 4 жовтня 1989 року.
Тіссеранів параметр щодо Юпітера — 3,532.